# Morti nel 1123
| Questa pagina contiene informazioni ricavate automaticamente dalle voci biografiche con l'ausilio del template Bio e di un bot. L'aggiornamento è periodico e automatico e ricostruisce completamente la pagina. Se manca una persona in questa lista, sei pregato di non aggiungerla, ma accertati piuttosto che la sua voce biografica contenga il template Bio e che i dati anagrafici siano correttamente compilati. Se il template Bio manca, inseriscilo tu stesso o, in alternativa, metti l'avviso {{tmp\|Bio}} che ne segnala la mancanza. Se i dati riportati sono sbagliati, correggi direttamente la voce biografica; le modifiche saranno visibili in questa lista entro pochi giorni. Per chiarimenti vedi il progetto biografie. La lista contiene solo le 16 persone che sono citate nell'enciclopedia e per le quali è stato implementato correttamente il template Bio. Pagina aggiornata al 10 ago 2025. |

- 9 febbraio - Ottone di Ballenstedt, nobile tedesco (n. 1070)
- 4 marzo - Pietro Pappacarbone, abate e santo italiano (n. 1038)
- 8 maggio - Luigi il Saltatore, nobile tedesco (n. 1042)
- 15 giugno - Eustachio I de Grenier, cavaliere medievale fiammingo
- 18 luglio - Bruno di Segni, cardinale, vescovo cattolico e teologo italiano
- 25 luglio - Riccardo, vescovo cattolico italiano
- 29 agosto - Øystein I di Norvegia, re (n. 1088)
- 11 settembre - Marbodo di Rennes, vescovo, monaco cristiano e poeta francese (n. 1035)
- 19 settembre - Aguda, imperatore cinese (n. 1068)
- 16 ottobre - Bertrando di Comminges, vescovo cattolico e santo francese
- 14 dicembre - Enrico IV di Carinzia, nobile tedesco
- Enrico II della Marca Orientale sassone, nobile tedesco (n. 1103)
- Ranulf, funzionario inglese
- Ruggero di Montgommery, conte
- Silvestro di Kiev, religioso e scrittore (n. 1055)
- Langri Tangpa, poeta tibetano (n. 1054)